# Paracladella uttara
Paracladella uttara är en stekelart som beskrevs av Hayat 2003. Paracladella uttara ingår i släktet Paracladella och familjen sköldlussteklar. Inga underarter finns listade i Catalogue of Life.